# نیکول لیستن‌اشتاینر
نیکول لیستن‌اشتاینر (آلمانی: Nicole Leistenschneider؛ زادهٔ ۱۰ مهٔ ۱۹۶۷) دونده زن اهل آلمان بود.